# Franz Joseph Ignaz Rembold

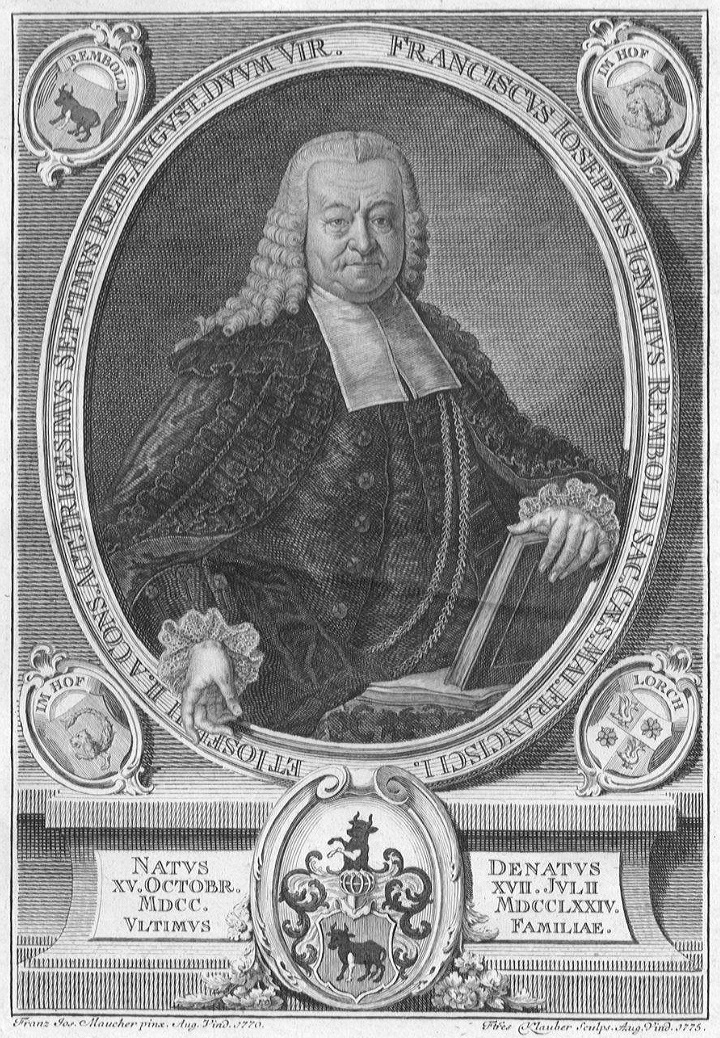
Franz Joseph Ignaz Rembold, Stadtpfleger von Augsburg, 1757

Franz Joseph Ignaz (von) Rembold (* 15. Oktober 1700 in Augsburg; † 17. Juli 1774 ebenda) war 37. Bürgermeister bzw. Stadtpfleger von Augsburg. 

## Leben
Er stammte aus dem alten, ursprünglich aus Lauingen an der Donau stammenden Geschlecht Rembold, das 1538 in den Augsburger Patrizierstand rezipiert wurde. 1552 wurde der Familie der Reichsadel bestätigt. Seine Eltern waren Philipp Raimund Rembold und Maria Anna Ursula geb. Imhoff. Bereits sein Großvater Johann Caspar Rembold († 1668) und Urgroßvater Johann Jakob Rembold († 1624) fungierten in Augsburg als Stadtpfleger. Rembold war römisch-katholischer Konfession. 1732 wurde er Ratsmitglied, 1739 Ungeldherr, 1740 Geheimrat, 1742 Spitalpfleger und von 1761 bis zu seinem Tode 1774 Stadtpfleger bzw. 37. Bürgermeister von Augsburg. Kaiser Franz I. und Joseph II. ernannten Rembold zu ihrem Rat. Sein Nachfolger als 38. Bürgermeister wurde David von Stetten († 1774).  Der Graveur Ignaz Sebastian Klauber fertigte von Rembold einen Kupferstich mit Halbfigur im Schriftoval, darunter das Familienwappen und vier Wappen in den Ecken.

## Familie
Franz Joseph Ignaz Rembold war in erster Ehe mit Ursula von Eberschlager und in zweiter Ehe mit Maria Theresia Emerentiana Troyer zu Aufkirchen, beide aus niederem tirolischen Adel stammend, verheiratet. Aus der Ehe sind keine Kinder überliefert. Mit ihm ist das Geschlecht im Mannesstamm erloschen.